# Задорожное (Запорожская область)
Задорожное (укр. Задорожнє) — село,
Павловский сельский совет,
Вольнянский район,
Запорожская область,
Украина.
Код КОАТУУ — 2321586104. Население по переписи 2001 года составляло 87 человек.

## Географическое положение
Село Задорожное находится на расстоянии в 1,5 км от сёл Резедовка, Поды и Новомихайловское.
Рядом проходит автомобильная дорога Н-15.

## История
- 1865 год — дата основания как село Труд.
- В 1965 году переименовано в село Задорожное.